# Nathan Adler
Nathan hakohen Adler in ebraico נתן אדלר‎? (Francoforte sul Meno, 16 dicembre 1741 – Francoforte sul Meno, 17 settembre 1800) è stato un rabbino e religioso tedesco, ebreo cabalista seguace del sistema lurianico.

## Biografia

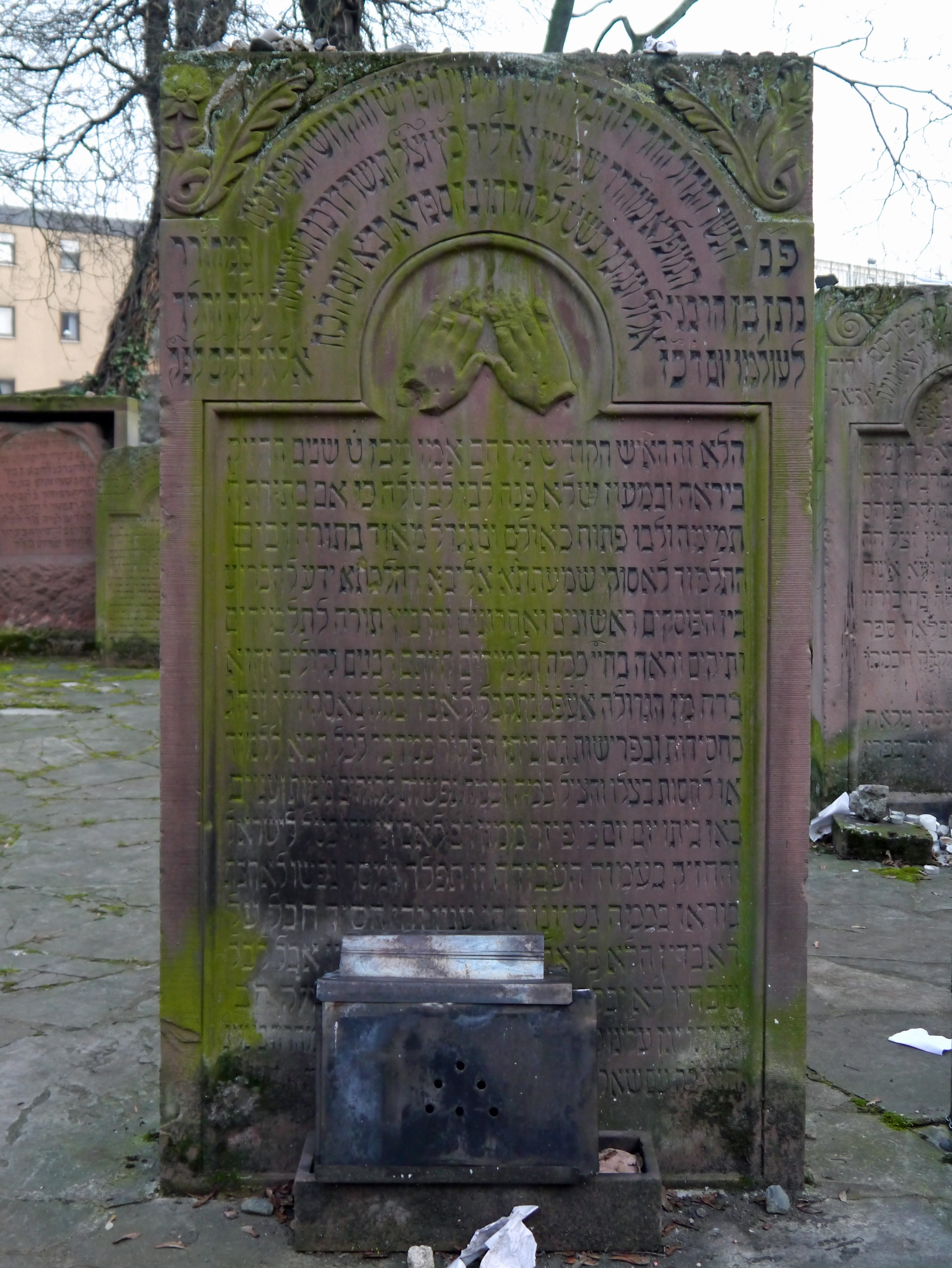
La sua lapide

Bambino precoce, ebbe l'ammirazione di Rabbi Chaim Joseph David Azulai che, nel 1752, venne a Francoforte per chiedere contributi per i poveri delle comunità ebraiche di Eretz Yisrael. Adler frequentò la scuola rabbinica di Jacob Joshua Falk, autore dell'opera Pene Yehoshua, che a quel tempo era rabbino di Francoforte; tuttavia il suo principale insegnante fu David Tevele Schiff, successivamente diventato il Rabbino Capo del Regno Unito. Nel 1761 stabilì lui stesso una yeshivah, in cui diversi rinomati rabbini ricevettero la propria formazione.
Nathan Adler si dedicò alacremente allo studio della Cabala, adottando il sistema liturgico di Isaac Luria e radunando presso di sé una stretta cerchia di discepoli cabalisti. Fu uno dei primi aschenaziti ad usare la pronuncia sefardita dell'ebraico e diede ospitalità ad uno studioso sefardita per diversi mesi onde assicurarsi di aver imparato la rispettiva pronuncia accuratamente.  Pregava secondo il rito Halebi, recitando la benedizione sacerdotale ogni giorno e avvicinandosi alla scuola di pensiero chassidico che in quel tempo era contrastata dai talmudisti della vecchia scuola. I suoi seguaci affermavano che Rabbi Adler facesse miracoli e loro stessi avessero visioni trascendentali, spaventando molte persone con predizioni di sventure. Ad un certo punto i rabbini e i leader della congregazione ebraica locale intervennero nel 1779 e proibirono gli assembramenti in casa di Adler, sotto minaccia di scomunica.
Rabbi Nathan tuttavia non prestò attenzione a questi ordini e le sue porte rimasero aperte notte e giorno, mettendo in comune la sua proprietà in modo da prevenire che qualcuno fosse incolpato di portar via per sbaglio degli oggetti da casa sua. Nonostante il conflitto con le autorità congregazionali, la fama di Rabbi Nathan e della sua grande compassione crebbe e nel 1782 fu eletto rabbino di Boskovice nella Moravia, ma a causa della sua eccessiva devozione mistica fece dei nemici che lo costrinsero ad abbandonare la sua posizione e ritornare a Francoforte. Poiché persisteva nelle sue pratiche mistiche e cabalistiche, la minaccia di scomunica gli fu rinnovata nel 1789 e non fu rimossa fino a poco tempo prima della sua morte, che avvenne a Francoforte il 17 settembre 1800. Sua moglie Rachel, figlia di Feist Cohen di Gießen, lo sopravvisse; non ebbe figli, sebbene Nathan Marcus Adler, Rabbino Capo di Londra venisse chiamato col suo nome.
Il suo misticismo sembra essere stato l'ostacolo a pubblicare i suoi scritti: i cabalisti asserivano che la vera teologia esoterica non dovrebbe mai essere pubblicata, ma solo trasmessa oralmente a discepoli meritevoli. Nella sua copia della Mishnah scrisse brevi note a margine, più che altro citazioni e riferimenti. Alcune di questa marginalia furono pubblicate e accuratamente spiegate da Rabbi Benjamin Hirsch Auerbach col titolo Mishnat Rabbi Natan.

## Opere
- Mishnat rabbi nathan (HE)